# Poecilopsis crataegi
Poecilopsis crataegi là một loài bướm đêm trong họ Geometridae.